# Medaliści mistrzostw świata w kolarstwie torowym – wyścig ze startu zatrzymanego amatorów
Pełna lista medalistów mistrzostw świata w kolarstwie torowym w wyścigu ze startu zatrzymanego amatorów.

## Medaliści
| Rok i miejsce         | Złoto                   | Srebro                 | Brąz                 |
| --------------------- | ----------------------- | ---------------------- | -------------------- |
| 1893 Chicago          | Laurens Meintjes        | Charles Albrecht       | Emil Ulbricht        |
| 1894 Antwerpia        | Wilhelm Henie           | Jack Green             | Jan Van Oolen        |
| 1895 Kolonia          | Mathieu Cordang         | Kees Witteveen         | Wilhelm Henie        |
| 1896 Kopenhaga        | Fernand Ponscarme       | Michaił Żakow          | Anton Hansen         |
| 1897 Glasgow          | Edward Gould            | Émile Ouzou            | Anders Tjæreby       |
| 1898 Wiedeń           | Albert-John Cherry      | Gustav Graben          | Anton Huneck         |
| 1899 Montreal         | John Nelson             | Robert Goodson         | William Riddle       |
| 1900 Paryż            | Louis Bastien           | Wilhelm Henie          | Roger Hildebrand     |
| 1901 Berlin           | Heinrich Sievers        | Bruno Salzmann         | Alfred Görnemann     |
| 1902 Rzym             | Alfred Görnemann        | Fritz Keller           | Johan Dielhe         |
| 1903 Kopenhaga        | Edmond Audemars         | Vittorio Carlevaro     | Reinhold Herzog      |
| 1904 Londyn           | Leon Meredith           | William Pett           | George Olley         |
| 1905 Antwerpia        | Leon Meredith           | Willy Mest             | August Carremans     |
| 1906 Genewa           | Maurice Bardonneau      | Victor Tubbax          | Émile Eigeldinger    |
| 1907 Paryż            | Leon Meredith           | Victor Tubbax          | Maurice Brocco       |
| 1908 Berlin           | Leon Meredith           | Gustav Janke           | Léon Vanderstuyft    |
| 1909 Kopenhaga        | Leon Meredith           | Maurice Cuzin          | Georges Patou        |
| 1910 Bruksela         | Henri Hens              | Louis Delbor           | Sydney Bailey        |
| 1911 Rzym             | Leon Meredith           | Hubertus Mulckhuyse    | Pietro Lori          |
| 1913 Lipsk            | Leon Meredith           | Axel Beyer             | Cor Blekemolen       |
| 1914 Kopenhaga        | Cor Blekemolen          | Jacques Van Ginkel     | Walter Stelzer       |
| 1958 Paryż            | Lothar Meister          | Heinz Wahl             | Arie van Houwelingen |
| 1959 Amsterdam        | Arie van Houwelingen    | Bernard Deconinck      | Lothar Meister       |
| 1960 Lipsk            | Georg Stoltze           | Siegfried Wustrow      | Hendrik Buis         |
| 1961 Zurych           | Leendert van der Meulen | Siegfried Wustrow      | Georg Stoltze        |
| 1962 Mediolan         | Romain De Loof          | Heinz Läuppi           | Christian Giscos     |
| 1963 Liège            | Romain De Loof          | Karl-Heinz Matthes     | Ueli Luginbühl       |
| 1964 Paryż            | Jacob Oudkerk           | Jean Walschaerts       | Daniel Salmon        |
| 1965 San Sebastián    | Miguel Mas              | Etienne van der Vieren | Alain Maréchal       |
| 1966 Frankfurt        | Piet de Wit             | Bert Romijn            | Christian Giscos     |
| 1967 Amsterdam        | Piet de Wit             | Michaił Markow         | Dries Helsloot       |
| 1968 Rzym             | Giuseppe Grassi         | Cees Stam              | Benny Herger         |
| 1969 Antwerpia        | Bert Boom               | Cees Stam              | Jörg Peter           |
| 1970 Leicester        | Cees Stam               | Horst Gnas             | Antonio Cerda        |
| 1971 Varese           | Horst Gnas              | Rainer Podlesch        | Gaby Minneboo        |
| 1972 Marsylia         | Horst Gnas              | Jean Breuer            | Gaby Minneboo        |
| 1973 San Sebastián    | Horst Gnas              | Rainer Podlesch        | Gaby Minneboo        |
| 1974 Montreal         | Jean Breuer             | Martin Venix           | Miguel Espinós       |
| 1975 Liège            | Gaby Minneboo           | Miguel Espinós         | Jean Pinsello        |
| 1976 Lecce            | Gaby Minneboo           | Bartolomé Caldentey    | Rainer Podlesch      |
| 1977 San Cristóbal    | Gaby Minneboo           | Bartolomé Caldentey    | Rainer Podlesch      |
| 1978 Monachium        | Rainer Podlesch         | Mattheus Pronk         | Martin Rietveld      |
| 1979 Amsterdam        | Mattheus Pronk          | Guido Van Meel         | Gaby Minneboo        |
| 1980 Besançon         | Gaby Minneboo           | Mattheus Pronk         | Bartolomé Caldentey  |
| 1981 Brno             | Mattheus Pronk          | Rainer Podlesch        | Max Hürzeler         |
| 1982 Leicester        | Gaby Minneboo           | Mattheus Pronk         | Rainer Podlesch      |
| 1983 Zurych           | Rainer Podlesch         | Mattheus Pronk         | Walter Baumgartner   |
| 1984 Barcelona        | Jan de Nijs             | Roberto Dotti          | Ralf Stambula        |
| 1985 Bassano          | Roberto Dotti           | Roland Königshofer     | Mario Gentili        |
| 1986 Colorado Springs | Mario Gentili           | Luigi Bielli           | Roland Königshofer   |
| 1987 Wiedeń           | Mario Gentili           | Vincenzo Colamartino   | Roland Königshofer   |
| 1988 Gandawa          | Vincenzo Colamartino    | Roland Königshofer     | Roland Renn          |
| 1989 Lyon             | Roland Königshofer      | Tonino Vittigli        | Thomas Königshofer   |
| 1990 Maebashi         | Roland Königshofer      | David Solari           | Andrea Bellati       |
| 1991 Stuttgart        | Roland Königshofer      | David Solari           | Carsten Podlesch     |
| 1992 Walencja         | Carsten Podlesch        | Roland Königshofer     | David Solari         |

## Tabela medalowa
| Miejsce | Państwo            |    |    |   | Razem |
| ------- | ------------------ | -- | -- | - | ----- |
| 1.      | Holandia           | 17 | 10 | 9 | 36    |
| 2.      | Niemcy             | 9  | 11 | 9 | 29    |
| 3.      | Wielka Brytania    | 9  | 2  | 2 | 13    |
| 4.      | Włochy             | 4  | 6  | 3 | 13    |
| 5.      | Belgia             | 3  | 6  | 4 | 13    |
| 6.      | Francja            | 3  | 4  | 7 | 14    |
| 7.      | Austria            | 3  | 3  | 4 | 10    |
| 8.      | NRD                | 2  | 4  | 2 | 8     |
| 9.      | Hiszpania          | 1  | 3  | 3 | 7     |
| 10.     | Szwajcaria         | 1  | 1  | 7 | 9     |
| 11.     | Norwegia           | 1  | 1  | 1 | 3     |
| 12.     | Stany Zjednoczone  | 1  | 0  | 1 | 2     |
| 13.     | Transwal           | 1  | 0  | 0 | 1     |
| 14.     | Dania              | 0  | 1  | 2 | 1     |
| 15.     | Australia          | 0  | 1  | 0 | 1     |
|         | Imperium Rosyjskie | 0  | 1  | 0 | 1     |
|         | ZSRR               | 0  | 1  | 0 | 1     |
| 18.     | Kanada             | 0  | 0  | 1 | 1     |